# أدريان بايبر
أدريان بايبر (بالإنجليزية: Adrian Piper) هي فنانة تشكيلية وأستاذة جامعية وفيلسوفة وفنانة أمريكية، ولدت في 20 سبتمبر 1948 في نيويورك في الولايات المتحدة.

## وصلات خارجية
- أدريان بايبر على موقع الموسوعة البريطانية (الإنجليزية)
- أدريان بايبر على موقع مونزينجر (الألمانية)
- أدريان بايبر على موقع ديسكوغز (الإنجليزية)